# Усть-Сакла
Усть-Сакла́ (рос. Усть-Сакла, удм. Усть-Сакла) — присілок у складі Каракулинського району Удмуртії, Росія.
Населення — 361 особа (2010; 363 у 2002).
Національний склад:
- марійці — 95 %